# Bernhard Ehrlich
Bernhard Ehrlich (* 21. November 1872 in Königsberg; † nach 1938) war ein deutscher Reichsgerichtsrat.

## Leben
1894 wurde er auf den preußischen Landesherrn vereidigt. 1901 wurde Ehrlich Amtsrichter und 1910 Landrichter. 1913 wurde er zum Oberlandesgerichtsrat befördert. 1922 kam er als Hilfsrichter an das Reichsgericht in den erstinstanzlichen Strafsenat. Am 1. Mai 1923 ernannte man ihn zum Reichsgerichtsrat. Er war dann im  I., VI. und IX. Zivilsenat und im V. Strafsenat tätig. 1938 trat er in den Ruhestand.